# Rodrigo Suárez Marcos
Rodrigo Suárez Marcos, conocido como Rodri Suárez (León, 14 de noviembre de 2002), es un futbolista español que juega como defensa central. Su actual equipo es la Cultural y Deportiva Leonesa de la Segunda División de España.

## Trayectoria
Rodri Suárez inició su carrera en el Júpiter Leonés, el equipo filial de la Cultural y Deportiva Leonesa, en 2021. Sus destacadas actuaciones en defensa llamaron la atención del primer equipo de la Cultural, y en la temporada 2021-22 fue promovido al plantel principal.
En la temporada 2022-23 fue cedido al Real Avilés Industrial de la Segunda Federación para adquirir experiencia y minutos de juego. En el equipo asturiano se consolidó como titular, mostrando solidez defensiva y madurez en su juego. Tras una temporada en Avilés, regresó a la Cultural y Deportiva Leonesa en 2023, donde se incorporó nuevamente al primer equipo en la Primera Federación.

## Clubes
Actualizado al último partido disputado el 12 de octubre de 2024.
| Club                            | País   | Año       |
| ------------------------------- | ------ | --------- |
| Júpiter Leonés                  | España | 2021      |
| Cultural y Deportiva Leonesa    | España | 2021-2022 |
| Real Avilés Industrial (cesión) | España | 2022-2023 |
| Cultural y Deportiva Leonesa    | España | 2023-Act. |